# Origins (album Eluveitie)
Origins – szósty studyjny album szwajcarskiego zespołu folk metalowego Eluveitie, został wydany 1 sierpnia 2014 roku przez wytwórnię płytową Nuclear Blast.

## Lista utworów
Opracowano na podstawie materiału źródłowego.
1. "Origins (Intro)" - 02:13
2. "The Nameless" - 04:12
3. "From Darkness" - 04:11
4. "Celtos" - 03:57
5. "Virunus" - 04:51
6. "Nothing (Intermezzo)" - 00:57
7. "The Call of the Mountains" - 04:14
8. "Sucellos" - 05:05
9. "Inception" - 03:46
10. "Vianna" - 03:36
11. "The Silver Sister" - 04:15
12. "King" - 04:33
13. "The Day of Strife" - 03:49
14. "Ogmios" - 00:29
15. "Carry the Torch" - 04:37
16. "Eternity" - 02:34

## Twórcy
Opracowano na podstawie materiału źródłowego.
- Chrigel Glanzmann - wokal, gwizdki, Uilleann pipes, mandola, harfa, bodhrán
- Merlin Sutter – perkusja
- Ivo Henzi – gitara
- Anna Murphy – lira korbowa, wokal
- Päde Kistler – gwizdki, dudy
- Kay Brem – gitara basowa
- Rafael Salzmann - gitara
- Nicole Ansperger - skrzypce, wiolonczela